# Pie castellano
El pie castellano, también conocido como pie de Burgos, es una unidad de longitud tradicional, algo más pequeña que el pie romano (= 0,2957 m), midiendo 0,278635 metros. Es el submúltiplo básico de unidades de longitud muy utilizadas en España hasta el siglo XIX, como:
- La vara castellana, que es tres veces el pie castellano y equivale a 0,835905 metros.[2]
- La legua castellana, que fue la unidad de longitud utilizada para medir distancias largas, ya que era el camino que se podía recorrer en una hora, lo que servía para medir el tiempo necesario para los desplazamientos. Equivalía a 20 000 pies castellanos, es decir, 5572,7 metros.[3]

A su vez, tiene como submúltiplo la pulgada castellana (= 23,22 mm), siendo 12 pulgadas igual a un pie.